# Alfred J. Lotka

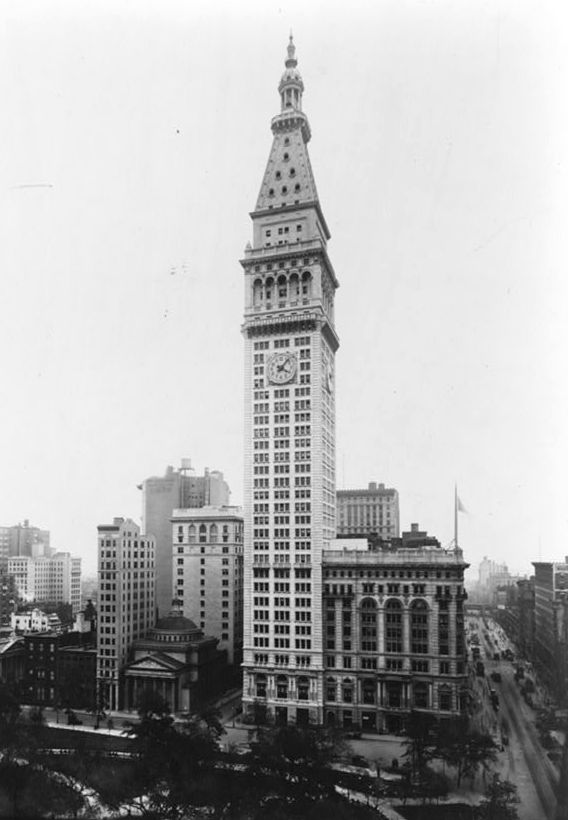
Budynek Metropolitan Life Insurance Company NY (1910)

Alfred James Lotka (ur. 2 marca 1880 we Lwowie, wówczas Galicja Wschodnia, zm. 5 grudnia 1949 w Red Bank, stan New Jersey) – amerykański naukowiec: matematyk, chemik (chemia fizyczna, biofizyka), ekonomista, statystyk i demograf, specjalista w zakresie dynamiki i energetyki populacji, twórca modelu oddziaływań międzygatunkowych drapieżnik-ofiara, znanego jako równanie Lotki-Volterry (A.J. Lotka i V. Volterra opracowali model niezależnie od siebie), twórca podstaw bibliografii statystycznej.

## Życiorys
Urodził się w roku 1880 we Lwowie (wówczas w Galicji); jego rodzicami byli Jacques i Marie (Doebely) Lotka (amerykańscy misjonarze). W roku 1901 otrzymał licencjat na University of Birmingham, a następnie studiował chemię na Uniwersytecie w Lipsku (1901–1902).
Od roku 1902 mieszkał w Stanach Zjednoczonych. W roku 1909 uzyskał stopień M.A. w dziedzinie fizyki w Cornell University, a w roku 1912 – Sc.D. w Birmingham University. 
Od chwili przybycia do Stanów Zjednoczonych pracował w:
- 1902-1908 – General Chemical Company (chemik),
- 1909-1911 – biurze patentowym U. S. Bureau of Standards (fizyk, asystent),
- 1911-1914 – redakcji Scientific American (redaktor dodatku),
- 1914-1919 – General Chemical Company,
- 1922-1924 – Johns Hopkins University (wolontariat),
- 1924-1948 – biurze statystycznym Metropolitan Life Insurance Company (1924-1933 – inspektor, 1933-1948 – główny inspektor badań matematycznych),

W latach 1938–1939 był przewodniczącym Population Association of America, a w roku 1942 został przewodniczącym American Statistical Association. Zmarł w Red Bank, New Jersey w grudniu 1949 roku.

## Tematyka badań

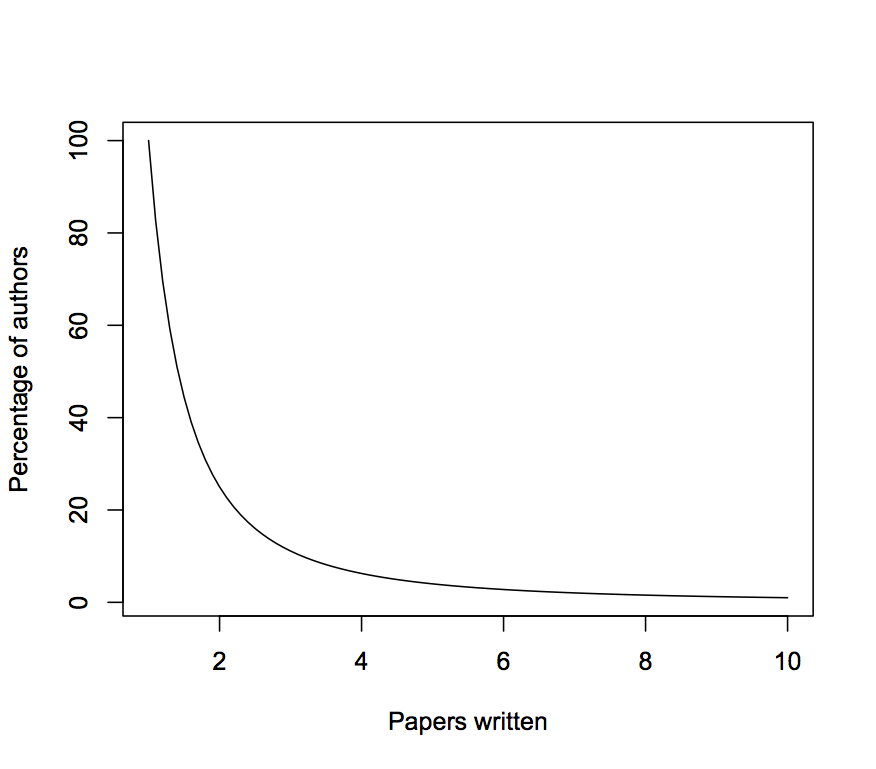
Ilustracja prawa produktywności naukowej (prawo Lotki)

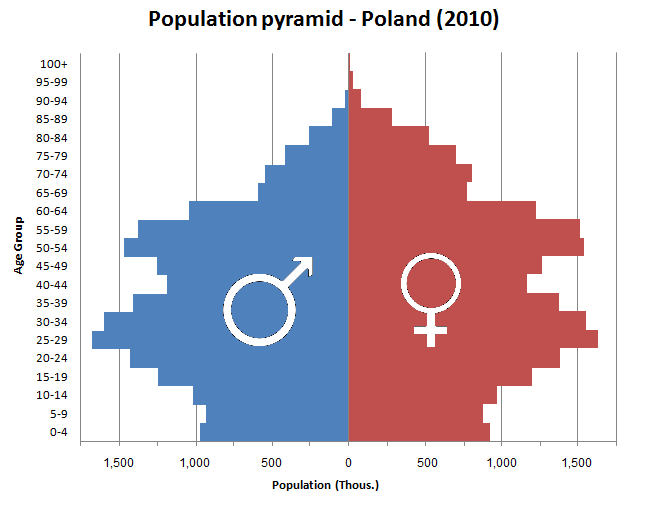
Piramida liczebności nieustabilizowanej populacji Polski (2010)

Dynamika zmian liczebności populacji w układzie drapieżnik-ofiara (zob. równanie Lotki-Volterry)

Już w czasie studiów chemicznych w Lipsku zajmował się matematycznym modelowaniem w teorii ewolucji oraz demografii – uogólnił istniejący model ludności zastojowej tworząc model ludności ustabilizowanej, według którego kierunek i wielkość zmian liczebności populacji można określać stosując tzw. właściwy współczynnik przyrostu naturalnego (zwany współczynnikiem Lotki) o stałej wartości (populacja ustabilizowana), dodatniej lub ujemnej. Jego książka „Elements of Physical Biology” (1925) jest uważana za wprowadzenie do zastosowań matematyki w biologii i naukach społecznych. Matematyczne modele ewolucji (uwzględniające aspekty energetyczne) są wyrazem jego fizykochemicznego podejścia do tego procesu. Wśród matematycznych opracowań znajdują się m.in. prawo produktywności naukowej (prawo Lotki), epidemiologiczne modele  malarii i – najbardziej popularny – ekologiczny model drapieżnictwa Lotki–Volterry.
Opracowany w roku 1923 model rozprzestrzeniania się malarii, udoskonalony w roku 1959 przez Mac-Donalda, jest nadal ceniony przez epidemiologów. A.J. Lotka jest też uznawany za prekursora w dziedzinie ekonomii ekologicznej i biofizycznej, rozwijanej w latach 70. i 80. XX w. przez Oduma i innych.
Model dynamiki liczebności populacji w warunkach drapieżnictwa był stosowany w odniesieniu do różnych gatunków, m.in. matematycznego opisu wahań liczebności populacji zająca śnieżnego i rysia kanadyjskiego, które zaobserwowali w Kanadzie Ch.S. Elton i Mary Nicholson. Był to przez wiele lat klasyczny przykład zastosowania modelowania w ekologii, jednak według L.B. Keitha i współpracowników (1984) (cytowanych przez Charlesa Krebsa, 2001) wahania liczebności populacji ofiary są w tym przypadku związane z cyklicznymi zmianami dostępności pożywienia (zmiana liczby drapieżników jest czynnikiem dodatkowym).

## Publikacje (wybór)
A.J. Lotka jest autorem lub współautorem ponad 220 publikacji, m.in.:
- 1905 – Construction of Conic Sections by Paper-folding,
- 1907 – Relation Between Birth Rates and Death Rates,
- 1909 – Studies on the Mode of Growth of Material Aggregates, Cornell University,
- 1912? – Zur Systematik der stofflichen Umwandlungen mit besonderer Rücksicht auf das Evolutionsproblem
- 1913 – A Natural Population Norm I & II, Washington Academy of Sciences,
- 1914 – An Objective Standard of Value Derived from the Principle of ...,
- 1920 – On the True Rate of Natural Increase: As Exemplified by the Population of the United States (wsp. Louis Israel Dublin),
- 1921 – A Simple Graphic Construction for Farr's Relation Between Birth-rate, Death-rate, and Mean Length of Life, American Statistical Association,
- 1922 – Natural Selection as a Physical Principle, National Academy of Sciences,
- 1922 – The General Conditions of Validity of the Principle of Le Chatelier, American Academy of Arts and Sciences,
- 1923 – Contributions to the Analysis of Malaria Epidemiology (wsp. F.R. Sharpe),
- 1924 – Probability-increase in Shuffling, and the Asymmetry of Time,
- 1927 – The Size of American Families in the Eighteenth Century,
- 1927 – The Components of Death Curves: An Analysis of Life Table Deaths by Causes (wsp. Louis Israel Dublin, Edwin William Kopf),
- 1927 – The Money Value of Life and Life Extension (wsp. Louis Israel Dublin),
- 1930 – The True Rate of Natural Increase of the Population of the United (wsp. Louis Israel Dublin),
- 1932 – Zur Dynamik der Bevölkerungsentwicklung, Gustav Fischer,
- 1932 – 人の貨幣価値 (wsp. Louis Israel Dublin),
- 1933 – Applications de l'analyse au phénomène démographique, Berger-Levrault
- 1934 – Principes, impr. Firmin-Didot,
- 1934 – Théorie analytique des associations biologiques, Tom 1, Hermann et cie, Uniwersytet Michigan,
- 1936 – Length of Life: A Study of the Life Table (wsp. Louis Israel Dublin), The Ronald Press Company,
- 1937 – Twenty-five years of health progress: a study of the mortality experience among the industrial policyholders of the Metropolitan Life Insurance Company 1911 to 1935 (wsp. Louis Israel Dublin), Statistical Bureau, Metropolitan Life Insurance Company,
- 1938 – The Mortality from the Principal Cardiovascular-renal Diseases (wsp. Louis Israel Dublin),
- 1939 – Contact Points of Population Study with Related Branches of Science, Bobbs-Merrill, College Division (reprinted 196-)[21],
- 1940 – The Theory of Industrial Replacement: A Commentary ...,
- 1946 – The money value of a man (wsp. Louis Israel Dublin, Mortimer Spiegelman), The Ronald press company,
- 1948 – Demographic Publications of A.J. Lotka, Tom 1, A compilation of reprints of various journal articles written by A.J. Lotka, during the period 1907-1948,
- 1949 – Length of Life. A Study of the Life Table (Louis I. Dublin, Alfred J. Lotka, Mortimer Spiegelman), New York,
- 1956 – Elements of mathematical biology, Dover Publications (re-issued Elements of Physical Biology z 1925[14])
- 1969 – Teoría analítica de las asociaciones biológicas, CELADE,
- 1973 – Demografía matemática: selección de artículos, Centro Latinoamericano de Demografía, Alfred James Lotka, CELADE (Organization).